# Que notre joie demeure (roman)
Pour l’article homonyme, voir Que notre joie demeure.
Que notre joie demeure est un roman de Kevin Lambert paru le 7 septembre 2022 aux Éditions Héliotrope au Québec et aux Éditions Nouvel Attila en France. Il a reçu le prix Médicis et le prix Décembre en 2023, en plus d'être nommé dans la première sélection du prix Goncourt 2023.

## Résumé
Que notre joie demeure relate l'histoire de Céline Wachowski, une architecte de renommée mondiale qui se voit critiquée pour son nouveau projet immobilier dans la ville de Montréal, accusé d'accentuer le phénomène d'embourgeoisement.

## Controverses

### Échanges avec François Legault
En juillet 2023, le Premier ministre du Québec François Legault partage, par le biais des réseaux sociaux, une critique positive du roman, qualifiant Lambert d'un « auteur de 30 ans avec beaucoup de talent ».
Lambert, visiblement critique du gouvernement Legault, répond à cette publication : « En pleine crise du logement, alors que votre gouvernement travaille à saper les derniers remparts qui nous protègent d’une gentrification extrême à Montréal, mettre mon livre de l'avant est minable. [...] Il faut lire les yeux fermés pour ne pas voir comment le portrait de la ville qui est dépeint dans le roman va à l'encontre des politiques destructrices, anti-pauvres, anti-immigrants, pro-propriétaires et pro-riches de votre gouvernement. »

### Lecture sensible
Deux jours suivant la nomination de Que notre joie demeure pour la première sélection du prix Goncourt, l'écrivain et gagnant du prix Goncourt 2018 Nicolas Matthieu critique Lambert d'avoir fait usage d'une « lecture sensible ». Cette pratique, qui se veut plus courante au Québec qu'en France, consiste en une consultation éditoriale par certains experts de certains sujets plus « sensibles » avant la publication d'un roman.

## Distinctions
- Prix Médicis 2023
- Prix Décembre 2023
- Prix Ringuet 2023
- Prix de la Page 111 2023